# Jan Tombiński

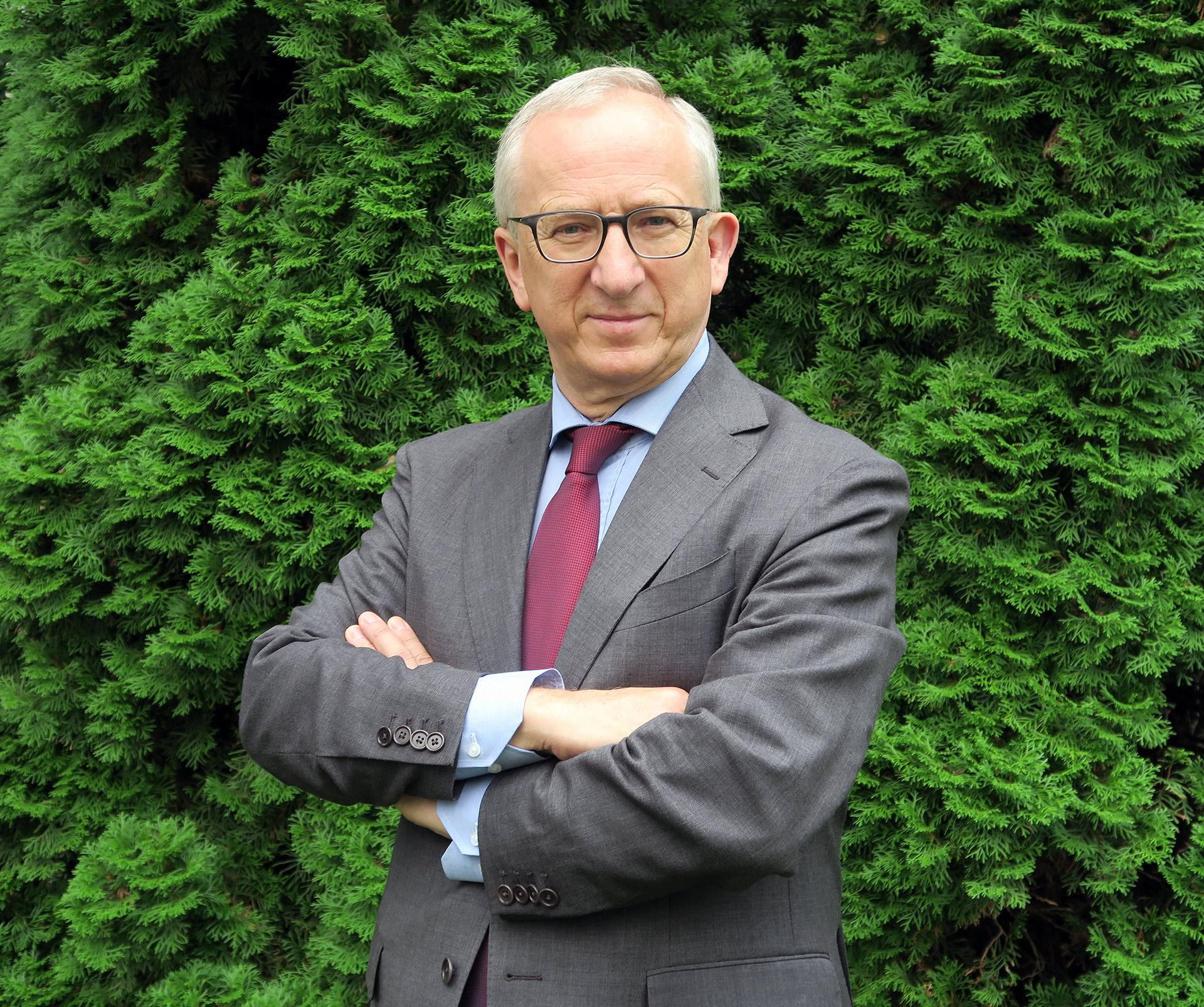
Jan Tombiński, 2024

Jan Tadeusz Tombiński (* 4. Oktober 1958 in Krakau) ist ein polnischer Diplomat.
Tombiński studierte Germanistik und Geschichtswissenschaft. Er war Dozent für Geschichte in Krakau. 1978 wurde er polnischer Vizemeister im Florettfechten.
Er war von 2001 bis 2007 polnischer Botschafter in Frankreich und von 2007 bis 2012 Ständiger Vertreter Polens bei der EU. Seit September 2012 war er Botschafter der Europäischen Union in der Ukraine und war seit dem 10. Oktober 2016 bis 2020 Botschafter der Europäischen Union beim Heiligen Stuhl. Seit 20. August 2024 ist er Geschäftsträger in Deutschland.
Tombiński spricht Englisch, Deutsch, Französisch, Slowenisch, Tschechisch und Ukrainisch. Er ist verheiratet und hat zehn Kinder.

## Ehrungen und Auszeichnungen
- Orden Polonia Restituta (2012)
- Ordre des Arts et des Lettres (2005)